# Hicacos
Hicacos ist eine ca. 20 Kilometer lange und einen Kilometer breite Halbinsel an der Nordküste Kubas in der Provinz Matanzas. Hicacos nimmt eine Fläche von 23,07 km² ein und zählt ca. 7.000 Einwohner. Die einzige Stadt der Halbinsel ist die Touristenstadt Varadero mit rund 20.000 Hotelbetten.

## Geschichte
Die ursprünglich von Indianern besiedelte und bewaldete Halbinsel wurde von den Spaniern für den Schiffbau abgeholzt, ihre Höhlen dienten als Unterschlupf für Piraten. Kapitäne ließen ihre Schiffe zur Ausbesserung an den Ufern Hicacos vor Anker gehen.
Benannt wurde die Halbinsel Hicacos nach einem örtlichen Stachelkaktus.

## Flora und Fauna
Heute bestehen etwa 30 % der Halbinsel aus einem Naturpark, indem sich bis zu 500 Jahre alte Kakteen befinden. Der Naturpark ist durchzogen von Höhlen, Kliffen und Lagunen.